# Точень
Точень (рум. Toceni) — село в Кантемирском районе Молдавии. Является административным центром коммуны Точень, включающей также село Вылчеле.

## География
Село расположено на высоте 68 метров над уровнем моря.

## Население
По данным переписи населения 2004 года, в селе Точень проживает 889 человек (462 мужчины, 427 женщин).
Этнический состав села:
| Национальность | Число жителей | Процентный состав |
| -------------- | ------------- | ----------------- |
| молдаване      | 844           | 94.94             |
| румыны         | 13            | 1.46              |
| украинцы       | 11            | 1.24              |
| болгары        | 9             | 1.01              |
| русские        | 8             | 0.9               |
| гагаузы        | 3             | 0.34              |
| прочие         | 1             | 0.11              |
| Всего          | 889           | 100%              |